# Stelis longipetiolata
Stelis longipetiolata är en orkidéart som beskrevs av Oakes Ames. Stelis longipetiolata ingår i släktet Stelis och familjen orkidéer. Inga underarter finns listade i Catalogue of Life.